# RODERIC
RODERIC (acrónimo de Repositori d'Objectes Digitals per a l'Ensenyament, la Recerca i la Cultura) en castellano Repositorio de Objetos Digitales para la Enseñanza, la Investigación y la Cultura es el repositorio de acceso abierto institucional de la Universidad de Valencia.
El objetivo que impulsa este servicio es recoger, preservar, difundir y dar visibilidad a la producción universitaria. Los contenidos incluyen todas las materias que se imparten en la Universidad. Admite todo tipo de materiales digitales en el ámbito de la investigación y la docencia, es decir, toda la producción generada por la comunidad universitaria.

## Instituciones que la gestionan
El Servei de Biblioteques i Documentació de la Universitat de València, con la colaboración del Servicio de Informática, son los que se encargan de la gestión del material que compone RODERIC.
En cuanto al repositorio en sí, es una combinación de varias iniciativas de servicios universitarios:
- Centre de Postgrau
- Servei de Formació Permanent i Innovació Educativa
- Servei d'Informàtica
- Servei d'Investigació
- Servei de Biblioteques i Documentació
- Servei de Política Lingüística
- Servei de Publicacións
- Serveis Jurídics
- Taller d’Audiovisuals
- Vicerectorat de Cultura, Igualtat i Planificació

## Políticas